# Lean produktutveckling
Lean produktutveckling (LPU) har sitt ursprung från Toyotas utvecklingsstrategi inom Toyota Production System (TPS) och är en del av leanstrategin.

## Toyotas principer för lean produktutveckling
Toyotas produktutvecklingsprinciper har studerats av bland andra amerikanerna Jeffrey K Liker, James Morgan och Allen C Ward.
Liker och Morgan  beskriver Toyotas produktutveckling med följande 13 principer:
Processer och flöden:
1. Fastställ vad som värderas av kunder i syfte att särskilja värde från slöseri
2. Tidigarelägg stora delar av utvecklingsprocessen, i syfte att grundligt undersöka alternativa lösningar medan maximalt utrymme för förändringar finns
3. Skapa ett jämnt och stabilt flöde i produktutvecklingsprocessen
4. Använd en omfattande standardisering för att minska variation, skapa flexibilitet och ett predikterbart utfall

Kompetent arbetskraft:
1. Skapa ett chefsingenjörssystem i syfte att få en sammanhållen och integrerad utveckling från början till slut
2. Ordna utvecklingsprocessen för att balansera djup funtionell expertis och tvärfunktionell integrering
3. Utveckla en mycket hög teknisk kompetens hos alla ingenjörer
4. Integrera underleverantörer fullständigt i produktutvecklingen
5. Bygg in lärande och ständig förbättring i processen
6. Skapa en kultur som uppmuntrar till perfektion och oförtröttligt förbättringsarbete

Verktyg och teknik:
1. Anpassa tekniken så att den passar de anställda och processerna
2. Samordna hela organisationen genom enkel, visuell kommunikation
3. Använd kraftfulla verktyg för standardisering och organisatoriskt lärande

Ward  beskriver huvudsakligen Toyotas tidiga produktutvecklingsfaser med följande fem principer:
1. Fokus i utvecklingsarbetet innebär att skapa kunskap och förståelse för olika produktalternativs egenskaper samt kundvärde, i syfte att skapa en produkt med stabil lönsamhet.
2. Chefsingenjören är ansvarig projektledare och ytterst designansvarig med god kundkännedom. Han/hon uttrycker en vision för produkten med hjälp av den kunskap som byggts upp inom företaget.
3. För att nå ett högt kundvärde hos produkten använder man en förhandstilldelad (så kallad "frontloaded") och parallell utvecklingsprocess mot ett relativt löst mål, vilket genererar en mycket stor mängd alternativa lösningar. (Så kallat set-based concurrent engineering.) Ett flertal lösningarna hålls öppna länge, vilket minskar risker i projektet då en sen slutgiltig kundanpassning kan ske. Underleverantörer medverkar tidigt i utvecklingen.
4. Decentraliserad planering i utvecklingsarbetet. Det fungerar eftersom man använder ett dragande, kontinuerligt och rytmiskt utvecklingsflöde.
5. Utvecklingsarbetet drivs av resultatansvariga och funktionella grupper av experter. Ledarna för grupperna stöder lärandet. Experterna bidrar med ny kunskap.

Lean har attraherat andra tänkare inom produktutvecklingen. Värda att nämna är Donald G. Reinertsens principer för ett förbättrat flöde inom lean produktutveckling:
1. Ekonomi: Beslut bör baseras på kostnaden för en eventuell försening av produkten till marknaden samt på produktens livscykelkostnad.
2. Köer: Utvecklingstiden styrs framförallt genom att fokusera på att minska köer vid flaskhalsar i produktutvecklingsprocessen.
3. Variation: Exempelvis ger innovationer ett ojämnt produktutvecklingsflöde. Normalt sett arbetas variation bort inom lean. Inom produktutveckling bör sådan variation inte arbetas bort eftersom den kan ha nytta. Istället ska konsekvenser från variation minskas när sådan variation är ekonomiskt lönsam.
4. Batchstorlek: Reducera batchstorlekar och arbeta mot att nå ett enstycksflöde, där det är möjligt att leverera resultat i en bestämd takt. Ett exempel är att leverera allt som är klart en gång i veckan och att hålla release-/beslutsmöten en gång i veckan.
5. Begränsa WIP (work in progress): Begränsa mängden pågående arbete (WIP) för varje medarbetare, funktion och resurs för att minska cykeltid. Köer läggs uppströms och hela flödet läggs utanför processen. Prioritering av arbetsuppgifter sker också utanför processen, vilket synliggör eventuella köer.
6. Flöden: Hantera flödens variation med hjälp av takthållning och synkronisering.
7. Snabb återkoppling: Förbättra återkoppling av arbetet.
8. Decentraliserad styrning: Decentraliserad styrning av verksamheten ger snabbhet.

## Verktyg inom lean produktutveckling
Speciella tekniker för produktutveckling är till exempel:
- Quality function deployment (QFD), riktmärkning, funktionsanalysering, Pughs metod för konceptgallring, Investigate-Design-Execute-Adjust (IDEA) med flera, är metoder som används för att identifiera kundbehov och bedöma och/eller jämföra olika koncepts produktegenskaper med varandra. Fördelen med att använda dessa typer av verktyg är att de stimulerar en diskussion i utvecklingsteamet om vilka produktegenskaper som är mest värdetillförande för kunden.
- Inom tidiga produktutvecklingsfaser nämns TRIZ som ett verktyg för innovativ produktutveckling. TRIZ kräver liksom andra konceptutvecklingsmetoder en hög teknisk skicklighet hos personalen.
- Kompromisskurvor kan utarbetas för att bättre förstå hur olika produktegenskaper eller designparametrar påverkar varandra.
- Gemensamma granskningar av 3D CAD-modeller och tidiga skisser på produktens utformning är kraftfulla verktyg för att planera en ny produkt.
- Analys av konsekvenser för kunden för felande produkt kan ske med FMEA i syfte att koncentrera utvecklingsresurser mot områden där en felande produkt påverkar kunden negativt. Även Six sigma kan användas för att gradvis arbeta bort de vanligaste felen hos en produkt i produktion.

Problemlösning kan ske på liknande sätt som inom lean produktion:
- Plan-Do-Check-Act (PDCA) pekar på att problemlösning alltid ska starta med en ordentlig utredning av problemets art. Det pekar även på att uppföljningar till effekterna av ändringar ska genomföras och standardisera en anpassad arbetsmetodik eller lösning.
- Fiskbensdiagram med 6M (Människa, Maskin, Metod, Mätning, Management, Miljö) är en strukturerad metod för att utreda grundorsaker till problem inom produktutveckling. "5 Varför" är en mindre, strukturerad metod som kan användas för grundorsaksanalys.

Slöseri kan arbetas bort med liknande metoder som används inom lean produktion, däribland: 
- Forum där samtliga medarbetare har möjlighet att föreslå och genomföra förbättringar och visualisera dem, till exempel med förbättringstavlor. Även målstyrning underlättar förbättringsarbetet inom organisationen, under förutsättning att den sker både "uppifrån - ner" samt "nerifrån - upp" i organisation.
- 5S (Sortera, Strukturera, Systematiskt städa, Standardisera, Självdisciplin) bör kunna användas för minska den icke-värdetillförande tiden för sökande efter information, instruktioner och verktyg för gemensamma arkiv, datormiljöer och laboratorier. 5S inom LPU lider dock av att visualiseringen av resultaten i exempelvis en datormiljö är svårare att överblicka. Detta kan få arbetet med 5S kan upplevas som tungt och otacksamt.
- God kommunikation, vilket är centralt i LPU. Det underlättas med visuell styrning/planering och "Obeya" rum (chefsrum, stort rum).
- Standardisering av arbetsmetoder med hjälp av checklistor, pappersark med tekniska lösningsbeskrivningar samt wiki-dokumentation.
- Värdeflödesanalyser, som ibland kan ersättas av så kallade swim lanes eller processkartläggning inom LPU. De är enklare att använda för att utreda hur flödet fungerar inom processer utan materialhantering och lager.

Slöseri inom LPU är det som inte anses generera kundvärde, oavsett om det gäller den tekniska lösningen, processer eller arbetssätt. Sådant slöseri kan komma av:
- En oförståelse för vad som genererar kundvärde. Här kan chefsingenjörer (marknadsorienterade och erfarna ingenjörer med ledarroll) arbeta fram en produktdefinition och ta tekniska beslut under produktförverkligandet.
- Oupptäckta fel som leder till sena omtag i utvecklingsarbetet. Dessa kan undvikas med hjälp av hyllösningar, modularisering och standardlösningar, samarbete med underleverantörer och kunder, checklistor, kompromisskurvor, modeller och simulering, täckande av kunskapsgap, tidig verifiering och validering såsom granskningar, pararbetande bland ingenjörer samt strukturerade kommunikationskanaler.
- Överbelastningar eller flaskhalsar bland anställda och resurser. Dessa orsakar väntan på resurser och beslut samt köer inuti processer som skapar mer arbete. En resurs påverkar effektiviteten negativt om den är mer än 80-90% förbelagd.

Andra exempel på slöseri är: Överlämning av arbetsuppgifter, överarbete och dubbelarbete, sökande efter information på grund av dålig ordning, dålig kommunikation, ej ändamålsenlig arbetsmiljö, komplexa verktyg, kunskapsslöseri eller kunskapsluckor, önsketänkande i beslutsfattande eller ej faktabaserade beslut samt repetitivt arbete som ej standardiserats.

## Exempel från Toyota
I Toyotas utvecklingsarbete är underleverantörer starkt integrerade redan i tidiga konceptfaser. Genom samägande mellan företagen garanteras Toyota företräde till innovationer hos underleverantörer, vilket innebär att en stor andel av innovationsarbetet ligger hos underleverantörerna. Även det täta samarbetet mellan utveckling och produktion betonas och innovationer i produktionsprocessen används för att ge konkurrensfördelar. Utveckling och produktion samlokaliseras därför i hög grad.
Öga-mot-öga kommunikation är centralt på Toyota. Där tillämpas så kallade "Obeya-rum" vilka är mötesrum där produktens utformning i hög grad visualiseras och diskuteras med speciella mötesformer som visuell planering, ståmöten samt korta seriemöten från lägsta till högsta nivå av företaget. För att fatta beslut används problemorientering för att förekomma problem på vetenskaplig grund, ifrågasättande ("5 varför"), hög teknisk kompetens, faktabaserade beslutsunderlag, sökande av samförstånd samt långsiktig planering.
Suveräna linjechefer leder och medverkar i ett tekniskt arbete och lärande inom funktionella utvecklingsteam på 4-5 personer. Dessa ger också stöd till en stark teknisk kompetens och ett marknadsfokus i en liten projektledning. På Toyota benämns den högsta projektledaren "Chief engineer". Denne är en erfaren ingenjör med stor kundkänsla som ansvarar för att få ihop en integrerad produkt som uppfyller dennes bild av vilka behov kunden har, kostnader, kvalitet et cetera.
Speciellt för Toyotas produktutveckling är att standardisering används i mycket hög grad för arbetsuppgifter, tekniska lösningar och komponenter. Även modularisering tillämpas för att minska risken för kvalitetsfel i utvecklingsarbetet, såsom hyllösningar av delsystem som är färdigutvecklade innan utvecklingsarbetet påbörjats. Man använder sig av enkla verktyg för att effektivisera utvecklingsarbetet, däribland egenutvecklade grafer för val av designparametrar och checklistor. Därtill betonas att IS/IT-verktyg ska vara väl beprövade och anpassade för användaren. I tidiga utvecklingsfaser kan upp till 80 lösningsalternativ på en ny bil studeras med hjälp av skisser. Efter diskussioner och utredningar tillsammans med underleverantörer reduceras alternativen stegvis ned till tio och därefter fyra, som sedan simuleras i detalj innan prototyper tas fram.
Det slutgiltiga målet för lean är att ständigt förbättra processer i syfte att minska tiden för utvecklingsarbetet och aldrig försena en ny produkt till marknaden. På Toyota, där detta värderas högt, avsätts därför arbetstid för samtliga medarbetare att jobba med förbättringar och för experter och ledare att lära ut kunskaper till andra. Detta sker i syfte för att förekomma eventuella fel i utvecklingsarbetet, parallellt med det normala utvecklingsarbetet.

## Exempel från svensk produktutveckling
Standardisering av komponenter så att de återanvänds av flera produkter är vanligt inom svensk industri idag.
Modularisering används exempelvis av Scania som har i uppgift att tillverka komplexa produkter till en mängd olika kund. Scania ska även ha börjat att använda hyllösningar.
Enligt MYDATA automation[källa behövs] har lean lett till att deras utvecklingsprojekt avslutats i tid. Man har erhållit ett ökat ansvarstagande där korta obligatoriska möten (dagliga projektmöten samt veckomöten för ledare där resurser planeras utifrån projektläge) sker i pulsrum med visuell planering. Vidare har man förtydligat vem som är ansvarig att ta vilka beslut. Man fokuserar även på att minimera störningar mellan parallella projekt genom att separera olika projekt resursmässigt och startar upp projekt först när resurserna finns.
RUAG Space har lyckats att förbättra 60% av en ny produkt [källa behövs] genom att arbeta målinriktat med förbättringsarbete inom hela företaget vilket resulterat i ökad orderingång. Inom produktutvecklingen använder de visuell planering och en Wiki.

## Svårigheter med att implementera lean inom produktutveckling
Idag har framför allt lean produktion implementerats i en rad verksamheter som industri, sjukvård och administrativa funktioner som kännetecknas av repetitiva arbetsuppgifter.
Lean produktutveckling upplevs som svårare att implementera än lean produktion, då delar av utvecklingsarbetet är innovativt med en mindre förutsägbarhet och av mindre repetitiv art. Kvalitetsbrister hos en produkt är dessutom svårare att förutsäga då ny innovativ teknik tas fram. Stora delar av ett utvecklingsarbetet är dock mer repetitivt och av en mindre innovativ art, vilket är varför LPU har ett berättigande inom utvecklingsarbete. Det kan vidkännas att det finns en risk att det innovativa arbetet kan effektiviseras bort av en mindre noggrann utvecklingsledning, vilket kan leda till nerdragningar. Även stress och kostnader kan öka vid nedskärningar i samband med att lean och andra effektiviseringsåtgärder införs, enligt en äldre amerikansk studie[källa behövs]. En annan risk med en oförsiktig implementering av lean produktutveckling som strategi är att det, för svenska förhållanden, ovana japanska arbetssättet med högre hierarki och lägre förväntad självständighet hos individen kan leda till att ledare förvandlas till flaskhalsar samtidigt som ingenjörer passiviseras. Med anpassningar för den svenska arbetsmarknaden kan LPU användas till att frigöra tid från administrativa arbetsuppgifter och tidsödande repetitivt arbete och låta den användas till innovativt arbete istället.
Ett flertal olika sätt att implementera lean nämns i litteratur, exempelvis hur fokus kan sättas på att få flöden att fungera eller att arbeta bort slöseri. En del företag väljer att initialt koncentrera sig på att implementera vissa lean-verktyg bland medarbetare medan deras ledning arbetar för att få en förståelse för lean i syfte att komma igång med arbetet. Hur LPU ska förankras och implementeras i en specifik utvecklingsorganisation anses vara en öppen fråga. Viss försiktighet bör därför råda så tillvida att olika pilottester bör genomföras innan implementation.
Några framgångsfaktorer för implementation av lean tycks komma av att rollen lean manager skapas, att kompetensutveckling inom lean genomförs för hela personalen, förutom att lean drivs aktivt från högsta ledningen. Även en öppen kommunikationskultur, ledare som aktivt stödjer medarbetare samt en betoning på gemensamt lärande nämns i litteratur som underlättande för implementering av lean. Enligt en amerikansk studie[källa behövs] finns det största motståndet inom organisationen mot lean hos mellanchefer. Deras roll ska dock inte underskattas då deras agerande kan stödja eller stoppa att lean-arbetet sprids till samtliga medarbetare. 
Vissa verksamma personer menar att en första implementation av lean tar minst tre år, borträknat den tid det tar att utveckla till exempel chefsingenjörer. Därför betonas att uthållighet krävs.

## Andra nya utvecklingsfilosofier
Parallellt med lean produktutveckling utvecklas för närvarande även andra nya utvecklingsfilosofier, varav flera härstammar från mjukvaruutvecklingsarbete som agil systemutveckling. En del av dessa kan användas för att komplettera lean. Exempelvis fungerar SCRUM inom Agila metoder speciellt bra för att hantera kontinuerliga ändringar och utvecklingsuppdrag som då kan delas upp i mindre utvecklingspaket där likartade kompetenser behövs.